# Massimo Montanari
Massimo Montanari (Imola, 1949) es un historiador y gastrónomo italiano. Profesor de la Facoltà di Lettere e Filosofia dell'Università di Bologna (Universidad de Bolonia), así como en la Università di Scienze Gastronomiche (Universidad de ciencia Gastronómica). Es considerado por su labor docente y divulgadora como uno de los máximos expertos en Historia de la Alimentación, concretamente Gastronomía de la Edad Media. Es uno de los socios fundadores de la revista “Food&History”, publicada por el Institut Européen d’Histoire et des Cultures de l’Alimentation.

## Carrera
Massimo Montanari tiene diversas actividades como profesor en algunas de las Universidades del Mundo, donde imparte cursos y Masters sobre alimentación.
- Docencia:

2009 - Profesor adjunto por la Université de Paris VII, París Diderot
2008 - Profesor adjunto por cuatro Universidades de Canadá (Universidad de Columbia Británica, Universidad de Guelph, Wilfird Laurier University, Universidad de Ontario Occidental)
2007 - Profesor adjunto por la Université Libre de Bruxelles (ULB)
2001 - Profesor adjunto por cuatro Universidades de Japón (Tokio, Kioto, Osaka, Nagoya)
1993 - Profesor adjunto por la California University de Los Angeles
1992 - Profesor adjunto por la École des Hautes Études en Sciences Sociales de París
- Cargos:

- Director del Master Internacional "Storia e cultura dell'alimentazione", presso la Facoltà di Lettere e Filosofia dell'Università di Bologna
- Director de la collana editoriale Biblioteca di Storia Agraria Medievale per la Cooperativa Libraria Universitaria Editrice di Bologna (CLUEB)
- Direttor de la revista Food & History, pubblicata dall'Institut Européen d'Histoire et Cultures de l'Alimentation, Tours (Francia)
- Presidente del Centro di studi per la storia delle campagne e del lavoro contadino, Montalcino (Siena)
- Presidente del comitato scientifico di Casa Artusi
- Presidente de la commisión de valoración alimentaria DegustiBo
- Consultor y colaborador de la casa editorial Laterza
- Miembro del comitato de redacción de la revista Quaderni medievali, Rivista di storia dell'agricoltura, Ricerche storiche, Food and Foodways
- Miembro del comité científico de ' Institut Européen d'Histoire et Cultures de l'Alimentation - IEHCA
- Miembro del comité científico para la l'EXPO 2015 de Milán
- Membro del comité científico de  Centro Italiano di Studi sull'Alto Medioevo de Spoleto (Perugia)